# 戈羅多維科沃區

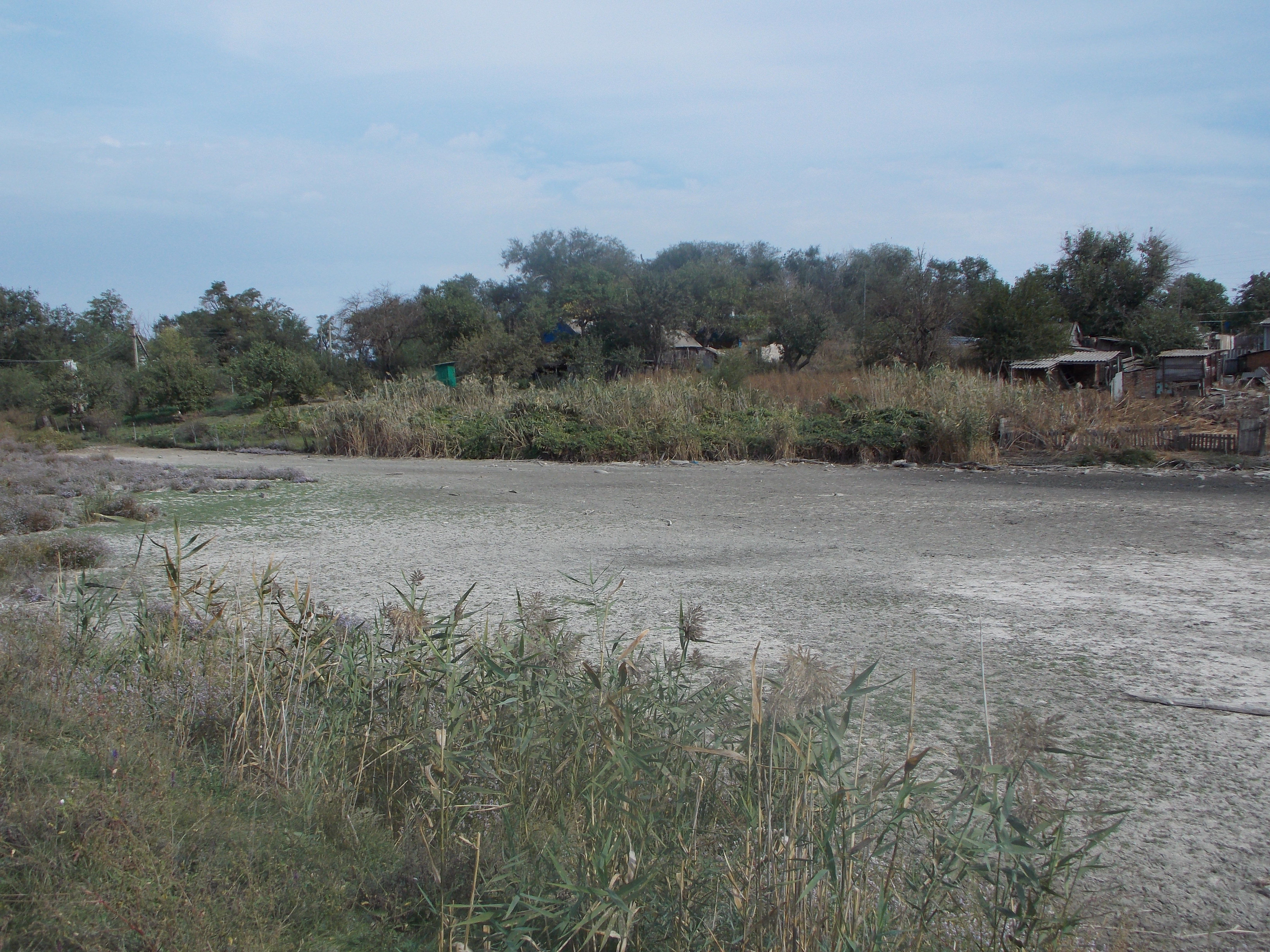

46°05′N 41°56′E / 46.083°N 41.933°E
戈羅多維科沃區（俄语：Городовиковский район），是俄羅斯的一個區，位於該國西南部，由卡爾梅克共和國負責管轄，始建於1920年，面積1,099平方公里，2010年人口17,295，人口密度每平方公里15.74人。